# Bruno-Lösche-Bibliothek
Die Bruno-Lösche-Bibliothek ist eine öffentliche Bibliothek im Berliner Ortsteil Berlin-Moabit. Die Bibliothek befindet sich seit 1964 in einem von Magdalena Hänska und Gerd Hänska entworfenem Bau in der Perleberger Straße 33. Organisatorisch gehört die Bibliothek zur Stadtbibliothek Berlin-Mitte. Die Bibliothek zählt rund 37.000 Besucher pro Jahr.

## Geschichte
Die Geschichte der Bruno-Lösche-Bibliothek begann bereits am 16. Januar 1946. in der Bochumer Straße 8B, als dort eine Völksbücherei gegründet wurde. Diese zog am 18. Januar 1952 ins Rathaus Tiergarten.
Das neue Gebäude wurde zwischen 1963 und 64 von dem Ehepaar Magdalena Hänska und Gerd Hänska entworfen, welche auch durch den Entwurf des Mäusebunkers Bekanntheit erlangten. Die Bruno-Lösche-Bibliothek eröffnete am 10. Dezember 1964 als Hauptstelle der Stadtbibliothek Tiergarten und wurde nach der Bezirksgebietsreform 2001 eine Mittelpunktbibliothek.
Seit 2018 plant die Bibliothek den Umzug in einen Neubau. Dieser soll gemeinsam mit der Justizverwaltung in der Turmstraße 22 als Hybrid zwischen Bezirk und Senat errichtet werden und ca. 40 Millionen Euro kosten.
Grundstück und Gebäude in der Perleberger Straße 33 gehören heute einem privaten Investor, der den Bau nach dem Umzug der Bibliothek abreißen und durch Wohnbebauung ersetzen lassen möchte.

## Bestand
Der Bestand umfasst mehr als 65.000 Medien, darunter 18.000 audiovisuelle und digitale Medien. 91 Zeitschriften und Zeitungen werden vorgehalten. Die Bibliothek kooperiert mit der Initiative Moabiter Ratschlag und initiierte das Projekt BuKi – Bildung im Kiez, das sich an Kita- und Grundschulkinder sowie deren Familien richtet. Dabei handelt es sich um einen ausrangierten Bücherbus, der als multifunktionale Kreativwerkstatt dient.

## Namensgebung
Die Bibliothek ist nach dem ehemaligen Stadtrat Bruno Lösche benannt. Dieser förderte als Stadtrat für Volksbildung von 1946 bis 1963 das öffentliche Büchereiwesen in Tiergarten.